# Liste der Nummer-eins-Hits in Spanien (1962)
Dies ist eine Liste der Nummer-eins-Hits in Spanien im Jahr 1962. Sie basiert auf den offiziellen Chartlisten der Asociación Fonográfica y Videográfica de España (AFYVE, heute Promusicae), der spanischen Landesgruppe der IFPI.

| | Liste der Nummer-eins-Hits in Spanien | Liste der Nummer-eins-Hits in Spanien | Liste der Nummer-eins-Hits in Spanien                      | 1963 →                    |
| \| Zeitraum \| Wo. ges. \| Interpret \| Titel Autor(en) \| Zusätzliche Informationen \| \| (Zeitraum, Wochen auf Platz eins, Interpret, Titel, Autor[en], zusätzliche Informationen) \| \| \| \| \| \| ----------------------------------------------------------------------------------------- \| -------- \| ----------------------------- \| ---------------------------------------------------------- \| ------------------------- \| \| 20. November 1961 – 7. Januar 1962 7 Wochen \| 7 \| Lucho Gatica \| Moliendo Café \| – \| \| 8. Januar 1962 – 21. Januar 1962 2 Wochen \| 2 \| The Highwaymen \| Michael (Row the Boat Ashore) \| – \| \| 22. Januar 1962 – 28. Januar 1962 1 Woche \| 1 \| Mina \| Moliendo Café \| – \| \| 29. Januar 1962 – 4. Februar 1962 1 Woche \| 1 \| Baby Bell \| Siempre Es Domingo \| – \| \| 5. Februar 1962 – 11. Februar 1962 1 Woche \| 1 \| Gelu \| Siempre Es Domingo \| – \| \| 12. Februar 1962 – 18. März 1962 5 Wochen \| 5 \| Dúo Dinámico \| Quisiera Ser \| – \| \| 19. März 1962 – 8. April 1962 3 Wochen \| 3 \| Connie Francis \| El Novio de Otra \| – \| \| 9. April 1962 – 15. April 1962 1 Woche \| 1 \| Elvis Presley \| (Marie’s the Name) His Latest Flame Doc Pomus, Mort Shuman \| – \| \| 16. April 1962 – 13. Mai 1962 4 Wochen (insgesamt 9) \| 9 \| Paul Anka \| Quiéreme Muy Fuerte (Love Me Warm And Tender) \| – \| \| 14. Mai 1962 – 27. Mai 1962 2 Wochen \| 2 \| Milva \| Tango Italiano \| – \| \| 28. Mai 1962 – 3. Juni 1962 1 Woche \| 1 \| Connie Francis \| Linda Muchachita \| – \| \| 4. Juni 1962 – 24. Juni 1962 3 Wochen (insgesamt 9) \| 9 \| Paul Anka \| Quiéreme Muy Fuerte (Love Me Warm And Tender) \| – \| \| 25. Juni 1962 – 1. Juli 1962 1 Woche \| 1 \| Cliff Richard And The Shadows \| The Young Ones Norrie Paramor \| – \| \| 2. Juli 1962 – 15. Juli 1962 2 Wochen (insgesamt 9) \| 9 \| Paul Anka \| Quiéreme Muy Fuerte (Love Me Warm And Tender) \| – \| \| 16. Juli 1962 – 29. Juli 1962 2 Wochen \| 2 \| Elvis Presley \| Good Luck Charm Steve Sholes \| – \| \| 30. Juli 1962 – 16. September 1962 7 Wochen \| 7 \| Dúo Dinámico \| Perdóname \| – \| \| 17. September 1962 – 23. September 1962 1 Woche \| 1 \| Los Cinco Latinos \| La Balada de la Trompeta \| – \| \| 24. September 1962 – 9. Oktober 1962 2 Wochen \| 2 \| Gilbert Becaud \| Et Maintenant \| – \| \| 9. Oktober 1962 – 11. November 1962 5 Wochen \| 5 \| Paul Anka \| A Steel Guitar and a Glass of Wine \| – \| \| 12. November 1962 – 2. Dezember 1962 3 Wochen \| 3 \| Elvis Presley \| No More (La Paloma) \| – \| \| 3. Dezember 1962 – 30. Dezember 1962 4 Wochen (insgesamt 6) \| 6 \| Dúo Dinámico \| Balada Gitana \| – \| \| 31. Dezember 1962 – 6. Januar 1963 1 Woche \| 1 \| Los Hermanos Rigual \| Cuando Calienta el Sol \| – \| |                                       |                                       |                                                            |                           |
| |                                       |                                       |                                                            | → 1963 →                  |
| Zeitraum | Wo. ges.                              | Interpret                             | Titel Autor(en)                                            | Zusätzliche Informationen |
| (Zeitraum, Wochen auf Platz eins, Interpret, Titel, Autor[en], zusätzliche Informationen) |                                       |                                       |                                                            |                           |
| 20. November 1961 – 7. Januar 1962 7 Wochen | 7                                     | Lucho Gatica                          | Moliendo Café                                              | –                         |
| 8. Januar 1962 – 21. Januar 1962 2 Wochen | 2                                     | The Highwaymen                        | Michael (Row the Boat Ashore)                              | –                         |
| 22. Januar 1962 – 28. Januar 1962 1 Woche | 1                                     | Mina                                  | Moliendo Café                                              | –                         |
| 29. Januar 1962 – 4. Februar 1962 1 Woche | 1                                     | Baby Bell                             | Siempre Es Domingo                                         | –                         |
| 5. Februar 1962 – 11. Februar 1962 1 Woche | 1                                     | Gelu                                  | Siempre Es Domingo                                         | –                         |
| 12. Februar 1962 – 18. März 1962 5 Wochen | 5                                     | Dúo Dinámico                          | Quisiera Ser                                               | –                         |
| 19. März 1962 – 8. April 1962 3 Wochen | 3                                     | Connie Francis                        | El Novio de Otra                                           | –                         |
| 9. April 1962 – 15. April 1962 1 Woche | 1                                     | Elvis Presley                         | (Marie’s the Name) His Latest Flame Doc Pomus, Mort Shuman | –                         |
| 16. April 1962 – 13. Mai 1962 4 Wochen (insgesamt 9) | 9                                     | Paul Anka                             | Quiéreme Muy Fuerte (Love Me Warm And Tender)              | –                         |
| 14. Mai 1962 – 27. Mai 1962 2 Wochen | 2                                     | Milva                                 | Tango Italiano                                             | –                         |
| 28. Mai 1962 – 3. Juni 1962 1 Woche | 1                                     | Connie Francis                        | Linda Muchachita                                           | –                         |
| 4. Juni 1962 – 24. Juni 1962 3 Wochen (insgesamt 9) | 9                                     | Paul Anka                             | Quiéreme Muy Fuerte (Love Me Warm And Tender)              | –                         |
| 25. Juni 1962 – 1. Juli 1962 1 Woche | 1                                     | Cliff Richard And The Shadows         | The Young Ones Norrie Paramor                              | –                         |
| 2. Juli 1962 – 15. Juli 1962 2 Wochen (insgesamt 9) | 9                                     | Paul Anka                             | Quiéreme Muy Fuerte (Love Me Warm And Tender)              | –                         |
| 16. Juli 1962 – 29. Juli 1962 2 Wochen | 2                                     | Elvis Presley                         | Good Luck Charm Steve Sholes                               | –                         |
| 30. Juli 1962 – 16. September 1962 7 Wochen | 7                                     | Dúo Dinámico                          | Perdóname                                                  | –                         |
| 17. September 1962 – 23. September 1962 1 Woche | 1                                     | Los Cinco Latinos                     | La Balada de la Trompeta                                   | –                         |
| 24. September 1962 – 9. Oktober 1962 2 Wochen | 2                                     | Gilbert Becaud                        | Et Maintenant                                              | –                         |
| 9. Oktober 1962 – 11. November 1962 5 Wochen | 5                                     | Paul Anka                             | A Steel Guitar and a Glass of Wine                         | –                         |
| 12. November 1962 – 2. Dezember 1962 3 Wochen | 3                                     | Elvis Presley                         | No More (La Paloma)                                        | –                         |
| 3. Dezember 1962 – 30. Dezember 1962 4 Wochen (insgesamt 6) | 6                                     | Dúo Dinámico                          | Balada Gitana                                              | –                         |
| 31. Dezember 1962 – 6. Januar 1963 1 Woche | 1                                     | Los Hermanos Rigual                   | Cuando Calienta el Sol                                     | –                         |